# Bodianus diana
Labre de Diane
Espèce
Statut de conservation UICN

 LC  : Préoccupation mineure
Bodianus diana, communément nommé Labre de Diane, est une espèce de poisson marin de la famille des Labridae.
Il est présent dans les eaux tropicales de l'Océan Indien, Mer Rouge exclue. 
Sa taille maximale est de 16,9 cm.